# Конрад Баварский
Принц Конрад Баварский (нем. Konrad Luitpold Franz Joseph Maria Prinz von Bayern, 22 ноября 1883, Мюнхен — 6 сентября 1969, Хильтерштейн, Бавария) — принц Баварский из династии Виттельсбахов, сын принца Леопольда Баварского и австрийской эрцгерцогини Гизелы, дочери императора Франца Иосифа I и императрицы Сисси.

## Биография
Принц Конрад Баварский родился в Мюнхене 22 ноября 1883 года. Он был младшим ребёнком принца Леопольда Баварского и Гизелы Австрийской, старшей дочери императора Австро-Венгрии Франца Иосифа I и его супруги Елизаветы Баварской, более известной как Сисси. Во время Первой мировой войны Конрад, как и его брат Георг служил в баварской армии на Восточном фронте в качестве командира второго королевской баварской тяжелой кавалерии «эрцгерцога Франца Фердинанда Австрийского» Конрад дослужился до звания майора и ушел в отставку с военной службы 6 февраля 1919 года.
В конце Второй мировой войны принц Конрад был арестован французскими военными в Hinterstein и его временно держали в отеле Bayerischer Hof. Среди других задержанных был немецкий кронпринц Вильгельм и бывший нацистский дипломат Ганс Георг фон Макензен. Его супруга, принцесса Бона Савойская, которая работала во время войны медсестрой, осталась со своими родственниками в Италии. Ей был запрещён въезд в Германию и супруги не виделись до 1947 года. В последние годы принц Конрад работал в совете немецкого автопроизводителя NSU Motorenwerke. Умер 3 сентября 1969 года в возрасте 85 лет.

## Семья
8 января 1921 года Конрад женился на итальянской принцессе Боне Маргарите. Принцесса была дочерью принца Томмазо Генуэзского и принцессы Изабеллы Баварской. Свадьба состоялась в замке Эгли в Пьемонте. В браке родилось двое детей:
- Амалия Изабелла Баварская (1921—1985) была замужем за Умберто Полетти;
- Евгений Баварский (1925—1997) женился на графине Елене фон Кевенгюллер-Метш, детей не имел.